# Tuamotu-Archipel
Der Tuamotu-Archipel (frühere Namen: Paumotuinseln, Dangerous Islands, Low Archipel) ist eine zu Französisch-Polynesien gehörende Inselgruppe im Südpazifik, östlich der Gesellschaftsinseln. Diese weltgrößte Gruppe von Korallenatollen umfasst 78 Atolle unterschiedlicher Größe mit unzähligen Einzelinseln (Motu) sowie drei hohe Koralleninseln. 45 Atolle sind von insgesamt etwa 17.000 Menschen bewohnt, die meist polynesischen Ursprungs sind.

## Geographie
Der Tuamotu-Archipel ist die Inselgruppe mit der weltweit größten Ausdehnung. Die Inseln erstrecken sich im Südpazifik über fünfzehn Längen- und zehn Breitengrade von Mataiva im Norden bis Temoe im äußersten Südosten über mehr als 2000 Kilometer. Sie befinden sich zwischen 14° und 23° südlicher Breite und zwischen 135° und 150° westlicher Länge und bedecken dabei mehr als 2 Millionen km², eine Fläche größer als Westeuropa. Die Landfläche aller Inseln zusammen beträgt dagegen nur etwa 850 km², das entspricht ungefähr der Größe des Stadtgebietes von Berlin.

### Geologie
Die Tuamotu-Inseln sind, mit Ausnahme der politisch zugehörenden Gambierinseln im äußersten Süden des Archipels, flache Korallenatolle bzw. -inseln. Die Atolle zeigen die unterschiedlichsten Formen, je nach Zeitalter ihrer Entstehung. Es gibt kleine, runde bis ovale Einzelinseln mit einem geschlossenen Korallensaum (Niau), aber auch große ringförmige Strukturen mit unzähligen Motu um eine Zentrallagune (Takaroa). Zum Archipel gehören einige der größten Atolle der Erde, die zentrale Lagune von Rangiroa zum Beispiel ist 80 km lang und 32 km breit. Makatea ist eines der seltenen gehobenen Atolle mit einem bis zu 80 Meter hohen Plateau, das dadurch entstand, dass ein erdgeschichtlich älteres Korallenatoll durch spätere Verformung der Erdkruste angehoben wurde, worauf sich erneut ein Korallensaum um die Insel bildete.
Gemeinhin sind die Tuamotus niedrige Koralleninseln, die aus Korallenschutt und -sand bestehen. Sie erheben sich nur wenig – zwischen einem und sechs Metern – über den Meeresspiegel. Auf einigen Inseln (z. B.: Anaa, Niau, Tepoto, Rangiroa) findet man flache Hügel aus massivem Kalkstein, in Tuamotuan feo genannt, stark verwitterte, scharfkantige Überbleibsel alter Korallenriffe.
Ein völlig anderes Erscheinungsbild zeigen die erdgeschichtlich jüngeren Gambierinseln. Die basaltischen Zentralberge der von sandigen Motu und einem Korallenriff umgebenen Hauptinseln sind Überbleibsel eines weitgehend erodierten Vulkanes. Sie ragen mehr als 400 m über den Meeresspiegel empor.

### Inselgeographie
Geographisch lassen sich die Tuamotus in neun Gruppen einteilen:

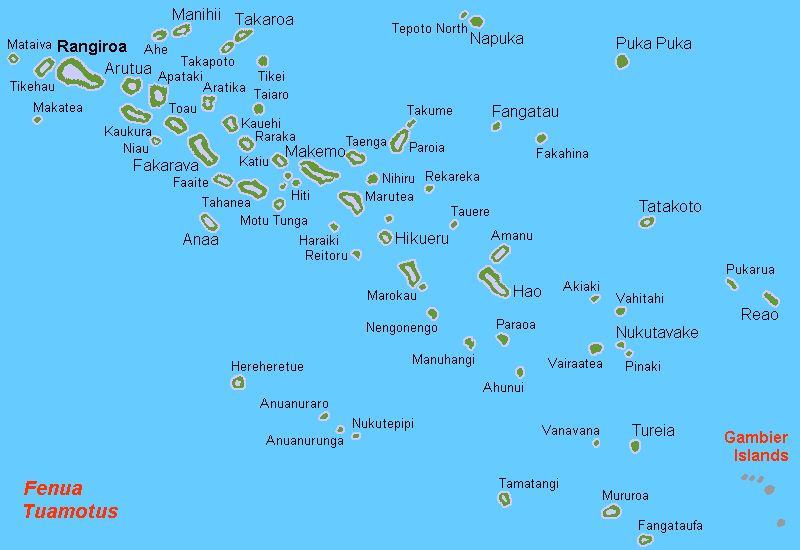
Inseln und Atolle im Tuamotu-Archipel

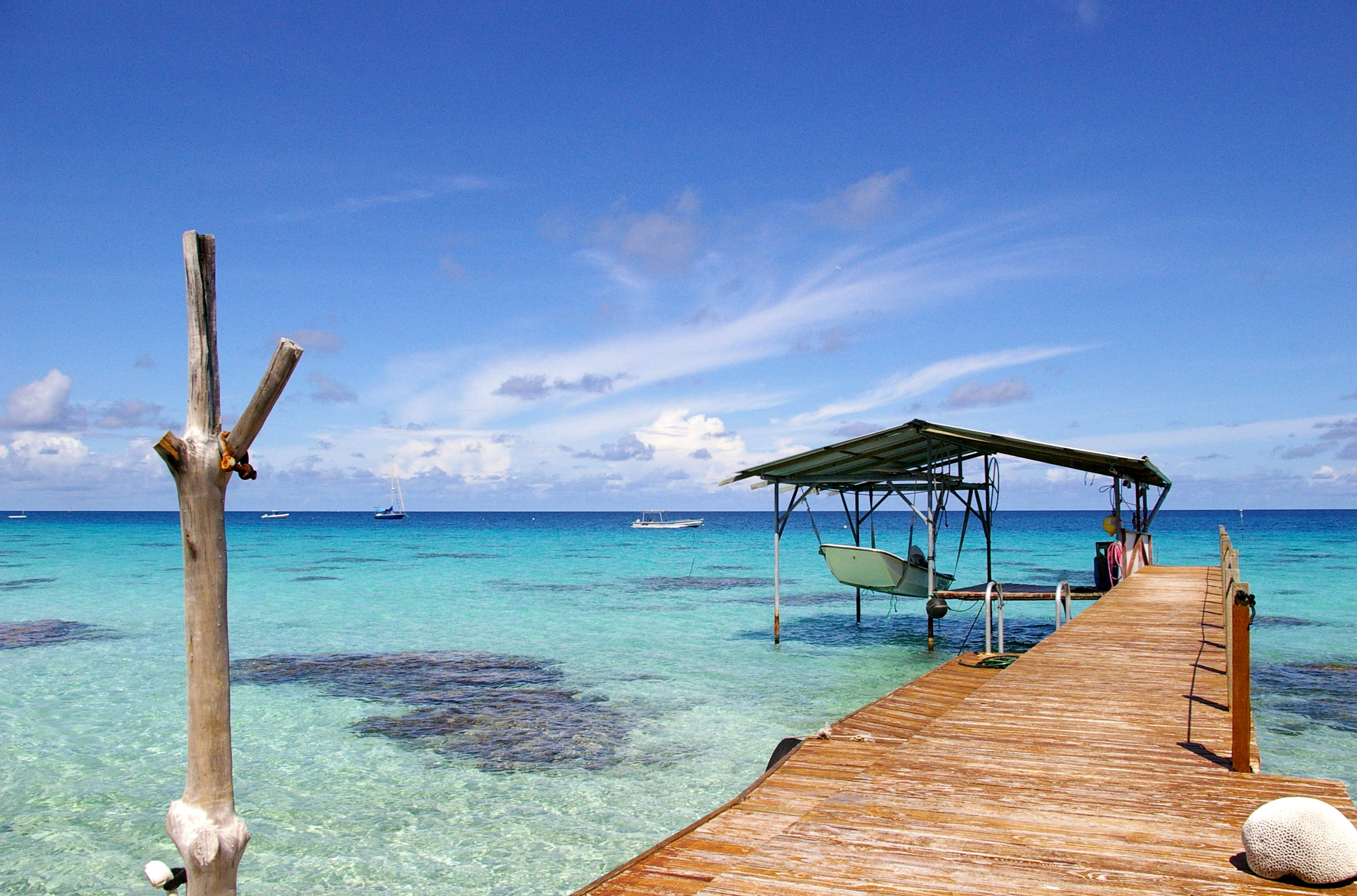
Blick auf die Lagune des Fakarava-Atolls

- Nordwestliche Gruppe mit den Untergruppen
  - Îles du Roi Georges: Ahe und Manihi im Westen, sowie Takapoto, Takaroa und Tikei im Osten
  - Îles Palliser: Rangiroa, Mataiva, Tikehau, Arutua, Apataki, Kaukura, Toau, Aratika, Kauehi, Makatea
- Zentral-westliche Gruppe mit den Atollen Anaa, Faaite, Motutunga, Tahanea, Niau, Fakarava
- Zentral-nördliche Gruppe mit den Atollen Katiu, Makemo, Raroia und den Raevski-Inseln
- Zentral-östliche Gruppe mit den Atollen Ahunui, Amanu, Fangatau, Hao, Nukutavake
- Îles du Désappointement im Nordosten mit den Atollen Napuka, Tepoto Nord
- Das einzeln liegende Atoll Puka-Puka im Nordosten
- Östliche Gruppe mit den Inseln Puka Rua, Reao, Tatakoto
- Îles du Duc de Gloucester mit den Atollen Anuanuraro, Anuanurunga und Nukutepipi
- Das einzeln liegende Atoll Héréhérétué im Südwesten
- Südliche Gruppe mit Fangataufa, Mururoa, Tematangi
- Actéon-Gruppe mit den Atollen Matureivavao, Tenararo, Tenarunga und Vahanga
- Südöstliche Gruppe mit den Atollen Maria Est, Marutea Sud und Morane
- Gambierinseln mit Mangareva, Aukena, Taravai sowie dem Atoll Temoe

siehe auch: Liste der Tuamotu-Inseln

### Klima
Das Klima ist tropisch warm ohne ausgeprägte Jahreszeiten. Die Jahresdurchschnittstemperatur beträgt relativ gleichbleibend 26 °C.
Ganzjährige Quellen, Bäche oder Flüsse fehlen, sodass Süßwasser nur aus aufgefangenem Regenwasser gewonnen werden kann. Im Jahresdurchschnitt fallen 1.400 mm Regen (Vergleich: Köln 700 mm), wobei sich die Regenmengen in den einzelnen Monaten nur wenig unterscheiden. Die trockensten Monate sind September bis November.

### Klimawandel
Die meisten pazifischen Inseln sind von den Auswirkungen des Klimawandels stark betroffen. Das gilt für den Tuamotu-Archipel in besonderem Maße, so zeigt eine Studie von Karnauskas et al. (2016) in der Fachzeitschrift Nature Climate Change auf, dass ein fortschreitender Klimawandel bis zum Jahr 2090 zu einer Austrocknung der Inseln führen könnte.

## Flora und Fauna

### Flora
Der wenig fruchtbare Boden lässt lediglich eine artenarme Vegetation zu, die sich auf allen Inseln ähnlich entwickelt hat. Während des Kopra-Booms im 19. Jahrhundert wurde jedoch die ursprüngliche Vegetation mittels Brandrodung rücksichtslos beseitigt, um ausgedehnte Kokosplantagen anzulegen. Nur noch auf wenigen Inseln sind daher spärliche Reste der indigenen Flora verblieben.
Der ursprüngliche Bewuchs bestand aus Pisonia grandis und Heliotropium arboreum (Syn.: Tournefortia argentea), die auf einigen Inseln monospezifische Wälder gebildet hatten oder durchsetzt waren mit Morinda citrifolia, Pandanus und den zu den Kaffeegewächsen gehörenden Tarenna sambucina. Eingerahmt wurden diese sechs bis zehn Meter hoch wachsenden Bäume von buschiger Vegetation, u. a. bestehend aus Pemphis acidula, Timonius polygamus und Scaevola taccada. Als Vor- und Unterwuchs hatten sich krautige Pflanzen, Gräser und Farne festgesetzt, wie zum Beispiel: Hedyotis romanzoffiensis (Syn.: Kadua romanzoffiensis, Coprosma oceanica), Lepturus lepens oder Nephrolepis sp. Kokospalmen hatten sich nicht auf allen Inseln angesiedelt.
Die Nutzpflanzen der heutigen Bewohner, Yams, Taro, Bananen und Brotfrüchte sowie mehrere Arten von tropischen Früchten, wurden überwiegend von den Polynesiern eingeführt, einige andere, zum Beispiel Zitrusfrüchte und Vanille, später von den Europäern.
Eine Besonderheit auf einigen Tuamotu-Inseln (z. B.: Takapoto, Fakahina) ist der Nassfeldanbau von Taro, über den bereits 1837 Jacques-Antoine Moerenhout berichtete und den die polynesischen Ureinwohner schon kannten. In den porösen Korallenboden wird ein tiefer Graben gezogen, der die Ghyben-Herzberg-Linse anschneidet. Das austretende Süßwasser versorgt die Taro-Pflanzen mit ausreichend Feuchtigkeit.
Die Insulaner sind überwiegend Selbstversorger. Der kleinteilig betriebene Garten- und Feldbau bildet neben dem Fischfang und der Schweine- und Hühnerhaltung die Lebensgrundlage. Von wirtschaftlicher Bedeutung ist immer noch die Kokospalme, die Grundlage für eine kleine Kopra-Produktion. Auf einigen Inseln wird in kleinen Mengen Tahiti-Vanille für den Export angebaut.

### Fauna
Auf den Tuamotus, insbesondere den unbewohnten Inseln, nisten zahlreiche Seevögel. Eine Studie im Auftrag des WWF hat insgesamt 22 Arten aufgelistet. Die Tuamotus sind ein bedeutendes Rückzugsgebiet für die Brachvogelart Numenius tahitensis, die in Alaska brütet und von Oktober bis März in der Südsee überwintert.
Die Fauna auf den Inseln selbst ist sehr artenarm. Interessant und mittlerweile bedroht ist der endemische (nur hier vorkommende) Tuamotu-Strandläufer (Prosobonia parvirostris). Die übrige Fauna an Land beschränkt sich auf Insekten, Landschnecken und Eidechsen. Mit ursächlich für die Artenarmut dürfte das unbeabsichtigte Einschleppen von Ratten im Zusammenhang mit der Anlage von Kokosplantagen gegen Ende des 19. Jahrhunderts gewesen sein. Zur Bekämpfung der Rattenplage wurden Katzen eingeführt, die jedoch ebenfalls zur Reduktion der einheimischen Fauna beitrugen.
Der relativ geringen Biodiversität an Land steht eine artenreiche Unterwasserwelt entgegen.
Bei den meisten Atollen gibt es zwischen den Lagunen und dem offenen Ozean einen regen, durch die Tide gesteuerten Wasseraustausch. Zahlreiche Fische passieren die Kanäle (Hoa) zwischen den Koralleninseln der Ringstrukturen und verbringen einen Großteil ihres Lebens in den geschützten Lagunen.
Die Lagunen selbst sind, je nach Alter, unterschiedlich tief. Der Boden ist in der Regel mit feinem Sand bedeckt, der von zerriebenen Korallen oder Schalen von Meeresorganismen herrührt. Der Sand beherbergt zahlreiche Mikroorganismen (Algen und Cyanobakterien), die wiederum heterotrophen Lebewesen, die auf oder in den Sedimenten leben, als Nahrung dienen. Die nächste Stufe der Nahrungskette wird von Schnecken, Seescheiden, Seeigeln, Seesternen und Muscheln gebildet, gefolgt von der großen Vielfalt der in der Mehrzahl verhältnismäßig kleinen Korallenfische. Bisher wurden bei den Tuamotus über 600 Arten registriert. Die größten Populationen der Korallenfische findet man jedoch nicht im Innern der Lagunen, sondern im Bereich der Riffpassagen (Hoa), wo mit den Tiden reiche Nahrung eingespült wird. An der Spitze der Nahrungspyramide stehen die Haie, vorwiegend der Weißspitzenriffhai. Vom Bakterium bis zum Hai hat jeder Organismus seinen Platz in dem empfindlichen und mittlerweile höchst bedrohten Ökosystem der Atolle.

## Geschichte

### Frühgeschichte
Die Frühgeschichte der Tuamotu-Inseln liegt weitgehend im Dunkeln, da es aus voreuropäischer Zeit keine Geschichtsschreibung gibt. Ethnologische Befunde lassen den Schluss zu, dass vermutlich recht früh, zwischen 500 und 700 n. Chr., eine Besiedlung von den Marquesas erfolgte, beginnend auf den östlichen Tuamotus.:35 Es entwickelte sich sehr schnell eine patrilineare Stammesgesellschaft.
Auf zahlreichen Inseln der Tuamotus (u. a. Rangiroa, Manihi, Takapoto, Takaroa, Mataiva) sind aus Korallenblöcken errichtete Zeremonialplattformen der polynesischen Ureinwohner (polynesisch: Marae) heute noch sichtbar. Deren genaues Alter ist meist unbekannt, da umfassende und systematische archäologische Untersuchungen für die meisten der Inseln noch ausstehen. Weitere, jedoch nur auf wenigen Inseln erhaltene Baudenkmäler der Ureinwohner sind Fischfallen (z. B. Mangareva) und Pflanzgruben für Taro, die die Ghyben-Herzberg-Linse anschneiden (u. a. Puka Rua, Takapoto).:23–27
Darf man den mündlichen Überlieferungen glauben, so hat es im 12. Jahrhundert eine Invasion von Kriegern der Marquesas gegeben, die einige Inseln der östlichen Tuamotus und die Gambierinseln eroberten.:63
Die polynesischen Völker hatten ein ausgedehntes, über Jahrhunderte aktives Fernhandelsnetz, das den gesamten Pazifik umfasste. Sie unternahmen nachweislich Handelsreisen, die über Distanzen von Tausenden von Kilometern außer Sicht von Land führten. Im 16. Jahrhundert kamen diese Fahrten weitgehend zum Erliegen, lediglich zwischen den Gesellschaftsinseln, den nordwestlichen Tuamotu-Inseln und in Mikronesien gab es weiterhin Handelskontakte.:79 Über die Gründe kann man nur spekulieren, es werden sowohl klimatische Einflüsse (Kleine Eiszeit) als auch eine menschengemachte Vernichtung der Ökosysteme auf den Hauptinseln, gefolgt von einer gesellschaftlichen Degeneration, genannt.
Anaa, das einst mit 5000 Einwohnern am dichtesten besiedelte Atoll des Tuamotu-Archipels, scheint durch eine Reihe von Eroberungskriegen eine Vormachtstellung unter den anderen Inseln eingenommen zu haben. Unter Häuptling Tomatiti sollen die Krieger bis zum Beginn des 19. Jahrhunderts die nordwestlich gelegenen Atolle erobert haben. Sie entführten zahlreiche Bewohner als Geiseln nach Anaa und forderten Tribut, ließen ansonsten jedoch die Herrschaftsstrukturen der annektierten Inseln unverändert.:7 Charles Wilkes berichtet, die Krieger von Anaa hätten sich sogar auf der Taiarabu-Halbinsel von Tahiti-Iti festgesetzt und nur durch Verhandlungen und Tributzahlungen sei es König Pomaré I. von Tahiti gelungen, sie zum Abzug zu bewegen.

### Europäische Entdeckung und Missionierung

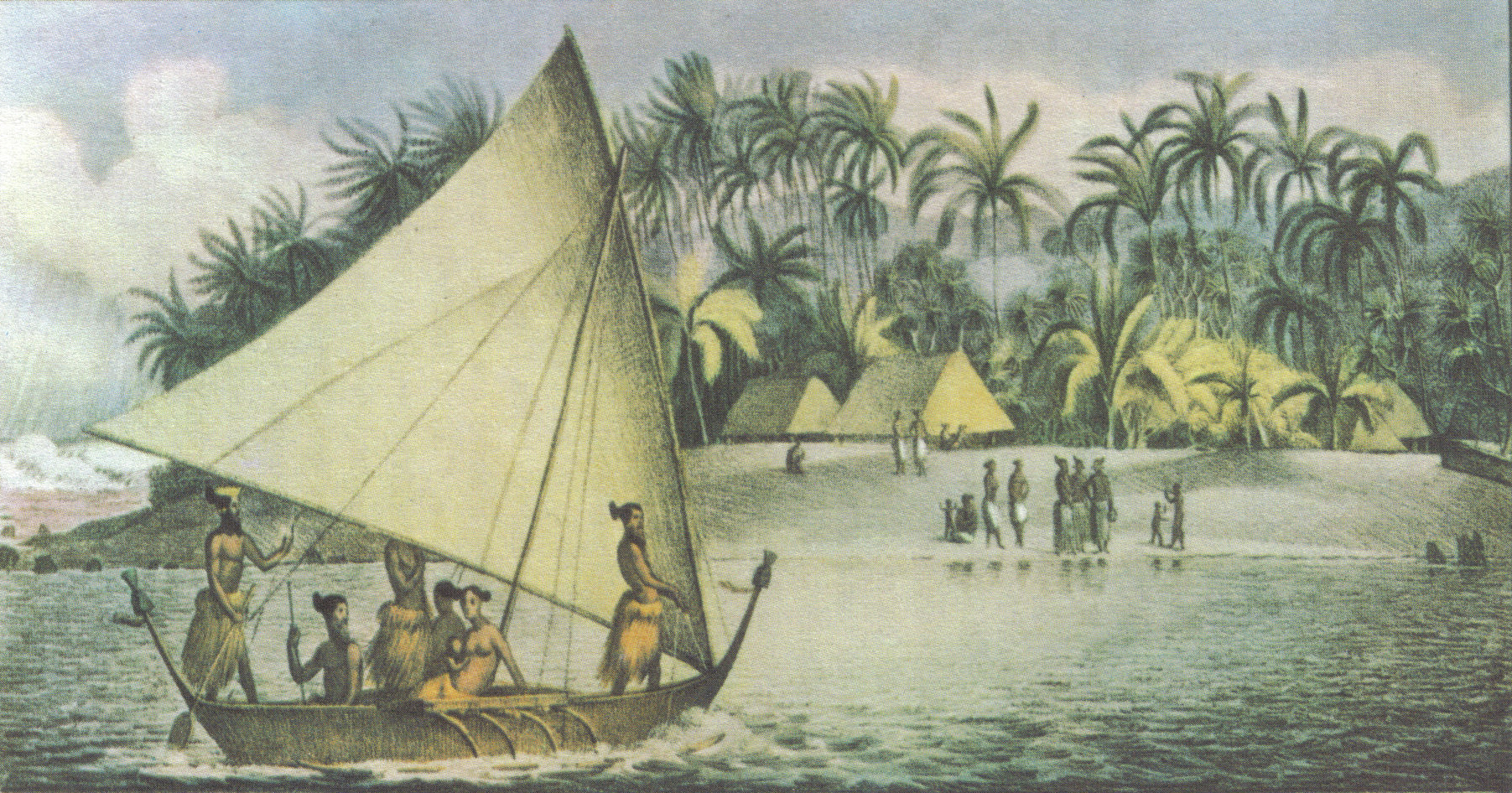
Die Rurik-Expedition entdeckt die Krusensterninseln (heute Tikehau), Frühjahr 1816, gezeichnet von Ludwig Choris

Für Europa wurden die Tuamotus 1521 von Ferdinand Magellan während seiner berühmten Weltumseglung entdeckt, als er Puka Puka und möglicherweise auch Fakahina und Fangatau besuchte. Danach folgten 1606 der Spanier Pedro Fernández de Quirós, 1616 die Holländer Willem Cornelisz Schouten, Jakob Le Maire und 1722 Jakob Roggeveen, der Entdecker der Osterinsel, dessen Begleitschiff Africaansche Galey bei Takapoto strandete. 1765 landete John Byron und 1767 Samuel Wallis auf einigen Tuamotu-Inseln. Anfang April 1769 passierte James Cook mit seinem Schiff Endeavour einige Inseln des Tuamotu-Archipels, doch, obwohl er feststellte, dass sie bewohnt waren, ging Cook nicht vor Anker, sondern segelte weiter nach Tahiti zur Beobachtung des Venustransits. Es folgten 1768 der Franzose Louis Antoine de Bougainville sowie 1815 der in Diensten der russischen Zaren stehende Deutsche Otto von Kotzebue. Diese Entdeckungen hatten zunächst politisch keine Folgen. Die Inseln gehörten weiterhin zum Einflussbereich der Königsdynastie Pomare von Tahiti.
1833 teilte die katholische Kirche den Pazifik in zwei Apostolische Vikariate auf: Westozeanien fiel den Maristen zu und Ostozeanien – dazu gehörten die Tuamotus, Hawaii, Tahiti, die Marquesas und die Cookinseln – lag im Verantwortungsbereich der Picpus-Missionare. 1834 kamen die französischen Patres Honoré Laval und François d’Assise Caret auf Mangareva an. Zuerst mit Duldung und später mit aktiver Unterstützung der Inselhäuptlinge begannen die Picpusiens ein umfassendes Entwicklungsprogramm für die Gambierinseln. Dazu gehörten die Einführung des Anbaus von Baumwolle, die Perlen- und Perlmuttfischerei sowie die Anlage von Plantagen und Nutzgärten. Da sie höchst erfolgreich waren, breitete sich ihre Missionstätigkeit nach und nach auf die übrigen Inseln des Tuamotu-Archipels aus. Mit der Missionierung drang auch die Kunde vom Perlenreichtum der Inseln nach Europa und machte sie zu einem begehrten Ziel europäischer Händler und Abenteurer. 
Der „Händlerkönig“ der Tuamotus war Narii Salmon (* 1856, † 1906), Sohn des schottisch-jüdischen Geschäftsmannes Alexander Salmon (* 1820, † 1866) und der tahitischen Prinzessin Arii Tamai (* 1821, † 1897) und über seine Mutter mit der Königsdynastie Pomaré von Tahiti verwandt. Bereits in jungen Jahren hatte er mit einem Schoner der Firma seines Vaters die Tuamotus bereist und mit der Zeit eine logistisch hocheffiziente Organisation von Perlentauchern und ein verzweigtes Handelsnetz auf den Tuamotu-Inseln installiert. Er handelte mit Perlen, Perlmutt und Kopra und verkaufte die Produkte an seinen Schwager George Darsie in Papeete. Doch der wirtschaftliche Erfolg wurde beeinträchtigt durch den erheblichen Bevölkerungsrückgang, als viele Polynesier an eingeschleppten Infektionskrankheiten starben. 
Das Verbot des Sklavenhandels hatte auf den großen Haziendas in Südamerika einen Mangel an Arbeitskräften zur Folge. Die peruanischen Behörden erteilten daher die Erlaubnis „Kolonisten“ von den südöstlichen pazifischen Inseln als Arbeitskräfte einzuführen. 1863 liefen mehrere peruanische Schiffe, sogenannte Blackbirders, die Tuamotu-Inseln Fakarava, Katiu, Motutunga, Kauehi und Tahanea an und entführten insgesamt 151 Personen, die mit Vorspiegelung falscher Tatsachen, Drohungen oder Zwang dazu gebracht wurden, langjährige Arbeitskontrakte zu unterschreiben. Niemand davon kehrte zurück.
Nachdem bereits Königin Pomare Vahine IV. von Tahiti den Drohungen des aus Frankreich entsandten Admirals Dupetit-Thouars nachgeben und das französische Protektorat über ihren Herrschaftsbereich anerkennen musste, verzichtete ihr Sohn und Nachfolger Arijane, der als Pomare V. nur noch eine Scheinregierung führte, 1880 auf jeglichen Thronanspruch. Als Folge wurden die Tuamotu-Inseln von Frankreich annektiert. Die Inseln wurden französische Kolonie.

### Neuzeit
Beträchtliche Gewinne brachte der Phosphatabbau auf der Insel Makatea zu Beginn des 20. Jahrhunderts, von denen die Polynesier jedoch kaum profitierten. Trotzdem blieben die meisten der Inseln des Archipels bis zur Mitte des 20. Jahrhunderts relativ isoliert, da die Schifffahrt zwischen den kaum über die Meeresoberfläche ragenden Inseln und zahlreichen, scharfkantigen Riffen gefährlich war. Die Tuamotus trugen auf den Karten noch im frühen 20. Jahrhundert den Namen „Gefährliche Inseln“ (Dangerous Islands).
In die Schlagzeilen der Weltpresse gerieten die Tuamotus, als 1947 Thor Heyerdahl mit seinem Floß Kon-Tiki von Südamerika kommend das Atoll Raroia erreichte.

### Französische Kernwaffentests
Von den Ereignissen des Pazifikkrieges blieben die Tuamotus weitgehend verschont. Als nach dem Zweiten Weltkrieg das nukleare Wettrüsten begann, wurde in Frankreich das Commissariat à l'énergie atomique (CEA) gegründet, das für die französischen Kernwaffentests zwei Orte vorsah: die Sahara in Algerien und den Tuamotu-Archipel in Polynesien. Das CEA präferierte zunächst die Sahara. Als Algerien 1962 unabhängig wurde, verlagerte man die Tests auf die zuvor evakuierten Inseln Mururoa und Fangataufa. Trotz der Proteste von polynesischen Unabhängigkeitsgruppen in Tahiti begannen unter der Leitung des 1964 gegründeten Centre d'expérimentation du Pacifique (CEP) die Bauarbeiten für die Versuchs- und Versorgungseinrichtungen auf mehreren pazifischen Inseln.:234–235
Am 2. Juli 1966 detonierte eine französische Atombombe (Codename: Aldébaran) in der Lagune des Mururoa-Atolls und schon am 19. Juli 1966 eine weitere über Fangataufa. Die Kernwaffenversuche in der Atmosphäre und die Proteste dagegen setzten sich fort. Doch als die Regierungen von Neuseeland und Peru intervenierten, nachdem in diesen Ländern eine erhöhte radioaktive Strahlung festgestellt worden war, führte Frankreich nur noch unterirdische Testreihen durch. Bis zur Einstellung 1996 gab es 181 Atomtests im Tuamotu-Archipel, die meisten davon unterirdisch.
Trotz der Protestbewegungen, die sich bildeten, waren die Reaktionen der Polynesier zwiespältig. Die Anwesenheit zahlreicher Militärs und Behördenangehöriger führte zu einem wirtschaftlichen Aufschwung. Die Infrastruktur wurde erheblich verbessert, einige der Tuamotu-Inseln erhielten erstmals befestigte Straßen, Landungsstege und Flugplätze. Es ist umstritten, ob der Fallout eine radioaktive Kontamination mit einer erhöhten Krebsrate auf polynesischen Inseln zur Folge hatte. Das Institut national de la santé et de la recherche médicale (INSERM), eine Forschungs- und Entwicklungseinrichtung unter der Verantwortung des Gesundheitsministeriums (Ministère de la Santé) und des Forschungsministeriums (Ministère de la Recherche) der Republik Frankreich, hat 2020 dazu ein Gutachten erstellt und kommt zu dem Schluss, dass die epidemiologischen Studien keine größeren Auswirkungen des radioaktiven Niederschlags aufzeigen. Allerdings würden die Ergebnisse wegen der Datenknappheit keine abschließende Bewertung zulassen.

## Bevölkerung
Zwischen 2007 und 2012 gab es einen Bevölkerungsrückgang. Bei der Volkszählung Jahres 2017 hatte der Tuamotu-Archipel (einschließlich der Gambierinseln) 17.559 Einwohner, das ist wieder ein Bevölkerungszuwachs gegenüber der vorangegangenen Zählung um 5,4 Prozent. Die Subdivision des Îles Tuamotu-Gambier hat einen Anteil von rund 6 Prozent an der Gesamteinwohnerzahl Französisch Polynesiens. Die indigene Bevölkerung ist polynesischen Ursprungs, mittlerweile gibt es jedoch durch die Perlenindustrie einige Zuwanderer aus Europa und Asien. Die Einwohner sind überwiegend römisch-katholischen Glaubens. Die tuamotuische Sprache wird nur noch von etwa der Hälfte der Bevölkerung genutzt.

## Verwaltung, Wirtschaft und Infrastruktur

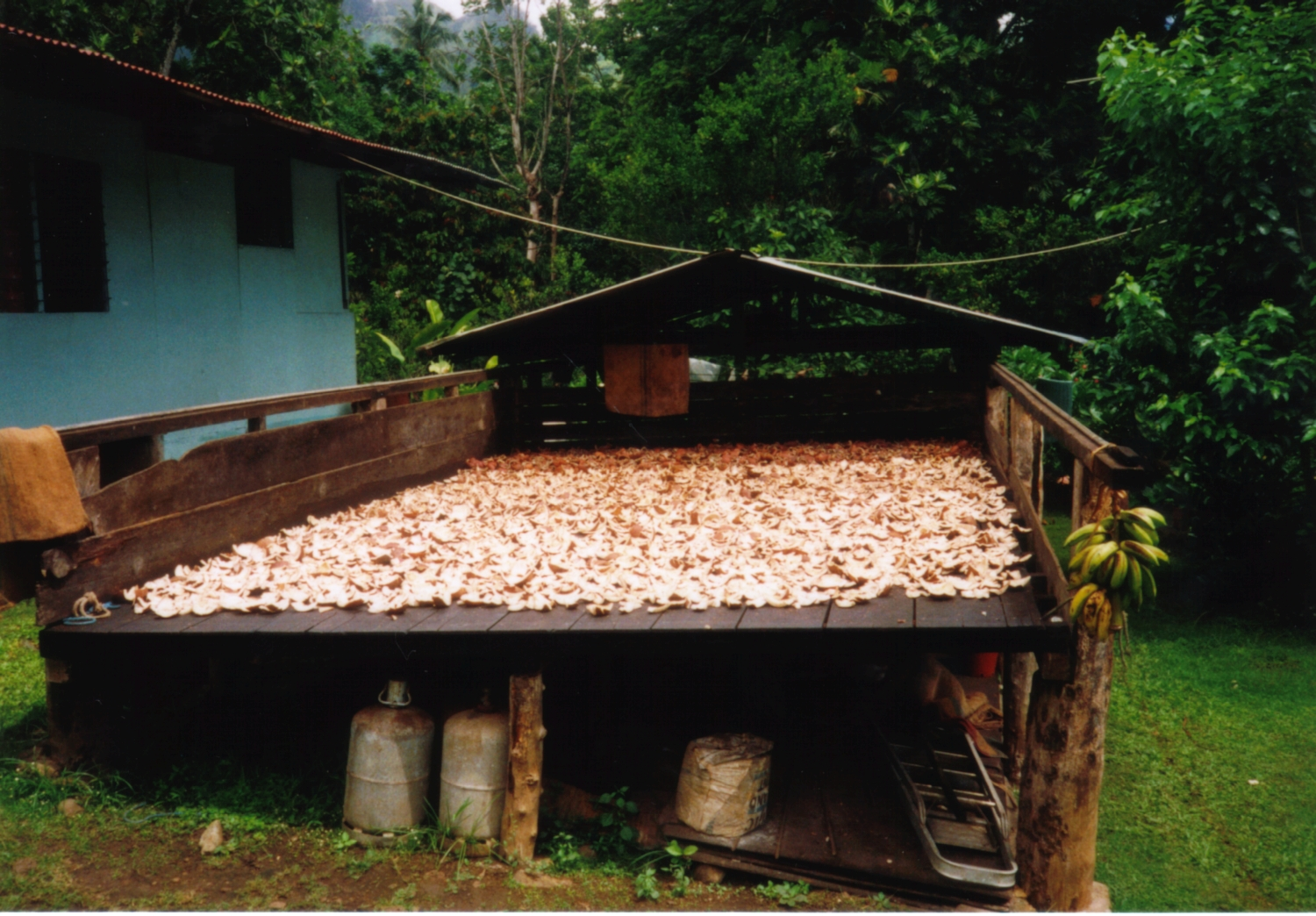
Zum Trocknen ausgebreitete Kopra (Puka-Puka)

Politisch sind die Tuamotus Französisch-Polynesien angegliedert. Sie sind französisches Überseegebiet. Die Verwaltung erfolgt durch eine Unterabteilung (Subdivision des Îles Tuamotu-Gambier) des Hochkommissariats von Französisch-Polynesien (Haut-commissariat de la République en Polynésie française) in Papeete auf der Insel Tahiti. Die Aufgabe des Hochkommissars liegt im Wesentlichen in der Beratung und Unterstützung der Gemeindeverwaltungen, insbesondere in Budget- und Wirtschaftsfragen, der Rechtmäßigkeitsprüfung der Beschlüsse der Gemeinderäte und der Haushaltskontrolle.
Der Archipel Tuamotu-Gambier gliedert sich politisch in 17 Gemeinden, die sich selbst verwalten. Alle Gemeinden außer Puka Puka und Tatakoto bestehen aus mehreren Atollen. 13 der 17 Gemeinden sind in 35 „Communes associées“ (Teilgemeinden) unterteilt. Nur die beiden aus je einem Atoll bestehenden Gemeinden Puka Puka und Tatakoto, sowie die Gemeinden Gambier und Tureia werden nicht weiter in Communes associées untergliedert.
- Westliche Gemeinden: Arutua, Fakarava, Manihi, Rangiroa, Takaroa

- Zentrale Gemeinden: Anaa, Hao, Hikueru, Makemo

- Östliche Gemeinden: Fangatau, Napuka, Nukutavake, Puka Puka, Reao, Tatakoto

- Südliche Gemeinden: Gambier, Tureia

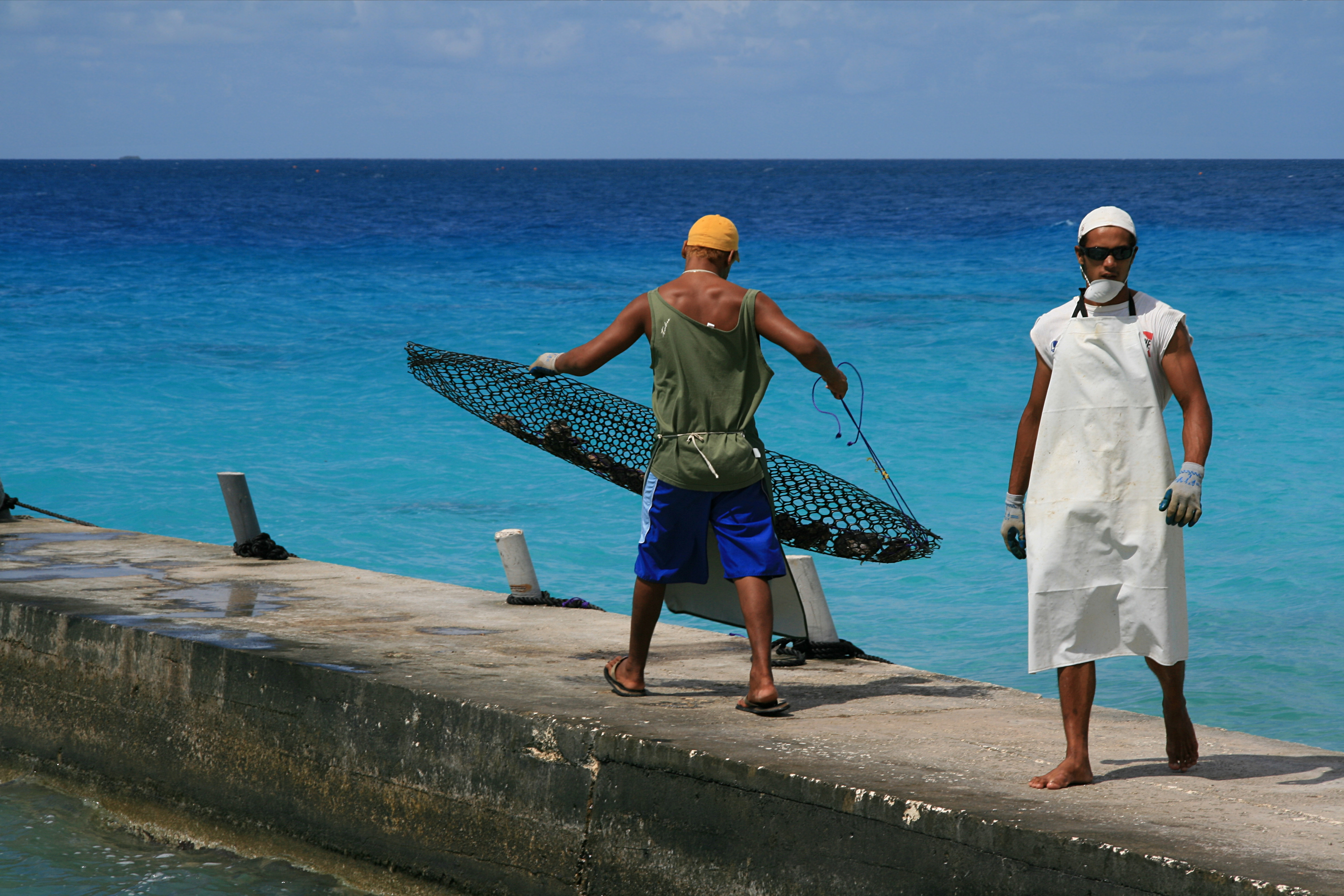
Arbeiter einer Perlen-Farm (Rangiroa)

Währung ist der an den Euro gebundene CFP-Franc. Die Tuamotus werden umfangreich mit Subventionen aus Frankreich und der EU unterstützt. Die Wirtschaft beruht im Wesentlichen auf drei Säulen:
- Kopraproduktion; die Tuamotus produzieren in Klein- und Familienbetrieben jährlich etwa 8.000 Tonnen, davon ungefähr zwei Drittel für den Export, der Rest wird im Land verarbeitet
- Zucht schwarzer Perlen; die heute wohl wichtigste Einnahmequelle, die jedoch zu einem bedeutenden Anteil in der Hand des tahitisch-chinesischen Perlenhändlers Robert Wang auf Tahiti ist
- Tourismus; die touristische Infrastruktur ist derzeit allerdings noch bescheiden entwickelt und beschränkt sich überwiegend auf den Tauch- und Luxustourismus auf den Inseln Rangiroa, Tikehau, Fakarava und Manihi.